# Keegan Murray
Keegan Murray (Cedar Rapids, 2000. augusztus 19. –) amerikai kosárlabdázó, jelenleg a Sacramento Kings játékosa. Egyetemen az Iowa Hawkeyes csapatában játszott. Újoncként beválasztották az első újonc csapatba az NBA-ben.

## Középiskolai pályafutása
Murray a Prairie Középiskola játékosa volt az iowai Cedar Rapids-ben. Végzősként 20,3 pontot és 7,2 lepattanót átlagolt mérkőzésenként, amiért megválasztották a Metro Év játékosának. Az ezt követő évben eltöltött egy szezont a floridai DME Academy játékosaként, hogy ismertebbé tegye magát a játékosfelderítők köreiben. 22,1 pontot és 7,5 lepattanót átlagolt, amiért megkapta a legkiemelkedőbb játékos díjat a National Prep School Invitational tornán. Háromcsillagos játékosnak tekintették, szülőállamának egyetemén kezdte meg következő éveit.

## Egyetemi pályafutása

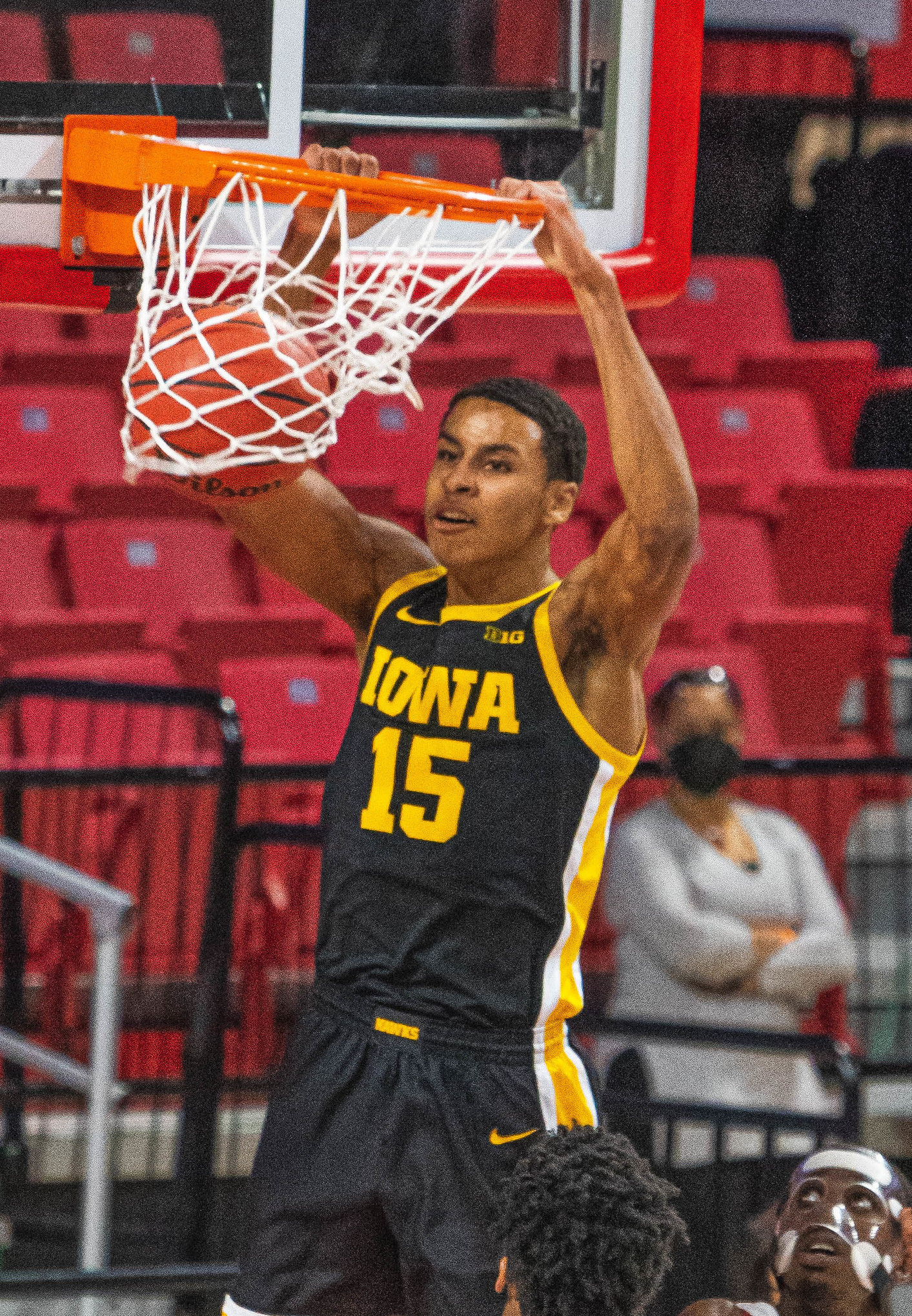
Egy zsákolás közben 2021 januárjában

2021. január 2-án Murray elsőéves-szezoncsúcs 14 pontot szerzett, 9 lepattanó, 3 labdaszerzés és 3 blokk mellett a Rutgers ellen. Elsőévesként 7,2 pontot, 5,1 lepattanót és 1,3 blokkot átlagolt, amiért beválasztották a Big Ten Elsőéves csapatba. 2021. november 16-án Murray 27 pontot, 21 lepattanót és 4 blokkot tudott szerezni North Carolina Central Egyetem csapata ellen. Bruce King 1977-es teljesítménye óta ez volt az első alkalom, hogy egy Iowa-játékos 20 pontot és 20 lepattanót szerzett egy meccsen. November 29-én megsérült a Virginia elleni 75-74 arányú győzelem során, amely miatt ki kellett hagynia egy mérkőzést. December 18-án 35 pontot szerzett a Utah State ellen, amely karriercsúcsot február 13-án 37-re emelt a Nebraska elleni 98-75 végeredményű mérkőzésen. Másodévesként beválasztották a All-Big Ten Első csapatba és megnyerte a Karl Malone-díjat, amely az ország legjobb erőcsatárának jár. 2022. március 29-én bejelentette, hogy részt fog venni a 2022-es NBA-drafton.

## Statisztika

### Egyetem
| Év        | Csapat        | JM | KM | JP/M | MG%  | 3P%  | BD%  | LP/M | GP/M | L/M | B/M | P/M  |
| --------- | ------------- | -- | -- | ---- | ---- | ---- | ---- | ---- | ---- | --- | --- | ---- |
| 2020–2021 | Iowa Hawkeyes | 31 | 4  | 18,0 | .506 | .296 | .755 | 5,1  | 0,5  | 0,8 | 1,3 | 7.2  |
| 2021–2022 | Iowa Hawkeyes | 35 | 35 | 31,9 | .554 | .398 | .747 | 8,7  | 1,5  | 1,3 | 1,9 | 23,5 |
| Karrier   | Karrier       | 66 | 39 | 25,4 | .543 | .373 | .749 | 7,0  | 1,0  | 1,1 | 1,6 | 15,8 |

### NBA

#### Alapszakasz
| Év        | Csapat           | JM  | KM  | JP/M | MG%  | 3P%  | BD%  | LP/M | GP/M | L/M | B/M | P/M  |
| --------- | ---------------- | --- | --- | ---- | ---- | ---- | ---- | ---- | ---- | --- | --- | ---- |
| 2022–2023 | Sacramento Kings | 80  | 78  | 29,8 | .453 | .411 | .765 | 4,6  | 1,2  | 0,8 | 0,5 | 12,2 |
| 2023–2024 | Sacramento Kings | 77  | 77  | 33,6 | .454 | .358 | .831 | 5,5  | 1,7  | 1,0 | 0,8 | 15,2 |
| 2024–2025 | Sacramento Kings | 76  | 76  | 34,3 | .444 | .343 | .833 | 6,7  | 1,4  | 0,8 | 0,9 | 12,4 |
| Karrier   | Karrier          | 233 | 231 | 32,5 | .451 | .372 | .812 | 5,6  | 1,4  | 0,9 | 0,7 | 13,3 |

#### Play-in
| Év      | Csapat           | JM | KM | JP/M | MG%  | 3P%  | BD%  | LP/M | GP/M | L/M | B/M | P/M  |
| ------- | ---------------- | -- | -- | ---- | ---- | ---- | ---- | ---- | ---- | --- | --- | ---- |
| 2024    | Sacramento Kings | 2  | 2  | 38,1 | .438 | .500 | .833 | 8,0  | 1,5  | 1,5 | 0,5 | 21,5 |
| Karrier | Karrier          | 2  | 2  | 38,1 | .438 | .500 | .833 | 8,0  | 1,5  | 1,5 | 0,5 | 21,5 |

#### Rájátszás
| Év      | Csapat           | JM | KM | JP/M | MG%  | 3P%  | BD%  | LP/M | GP/M | L/M | B/M | P/M |
| ------- | ---------------- | -- | -- | ---- | ---- | ---- | ---- | ---- | ---- | --- | --- | --- |
| 2023    | Sacramento Kings | 7  | 7  | 27,7 | .448 | .375 | .667 | 6,3  | 0,7  | 0,6 | 0,3 | 9,7 |
| Karrier | Karrier          | 7  | 7  | 27,7 | .448 | .375 | .667 | 6,3  | 0,7  | 0,6 | 0,3 | 9,7 |

## Magánélete
Murray apja, Kenyon, szintén az Iowa Hawkeyes játékosa volt egyetemen. Ikertestvére, Kris, csapattársa volt középiskolában és egyetemen is, jelenleg a Portland Trail Blazers játékosa.